# Dysderina recondita
Dysderina recondita là một loài nhện trong họ Oonopidae.
Loài này thuộc chi Dysderina. Dysderina recondita được Arthur M. Chickering miêu tả năm 1951.